# Cyclarcha
Cyclarcha is een geslacht van vlinders uit de familie van de grasmotten (Crambidae). De wetenschappelijke naam van dit geslacht is voor het eerst voorgesteld door Charles Swinhoe in een publicatie uit 1894.

## Soorten
- C. atristrigalis Swinhoe, 1894
- C. flavinervis Swinhoe, 1894